# Siegbert Stehmann

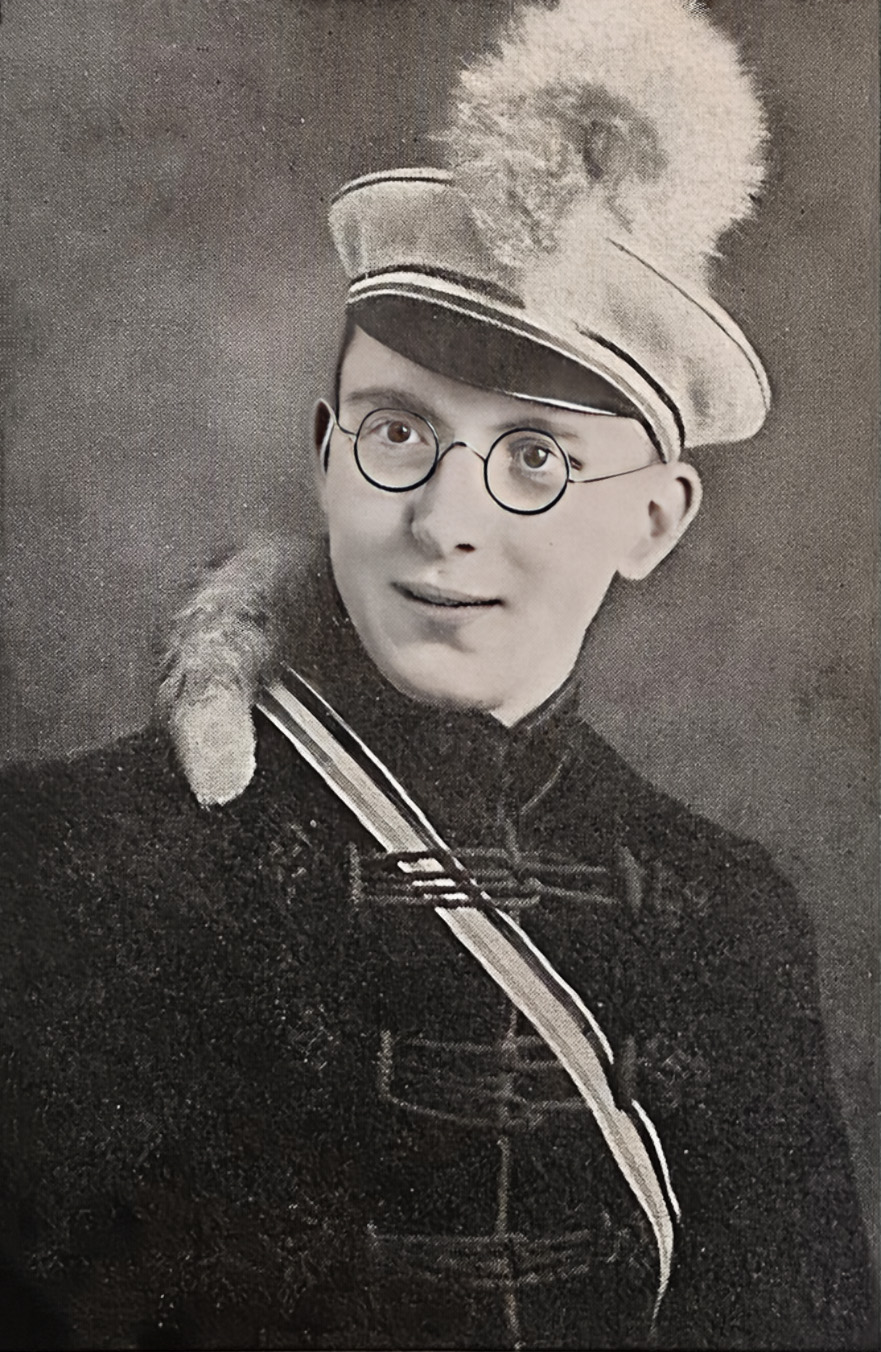
Siegbert Stehmann als Fuxmajor des Berliner Wingolf

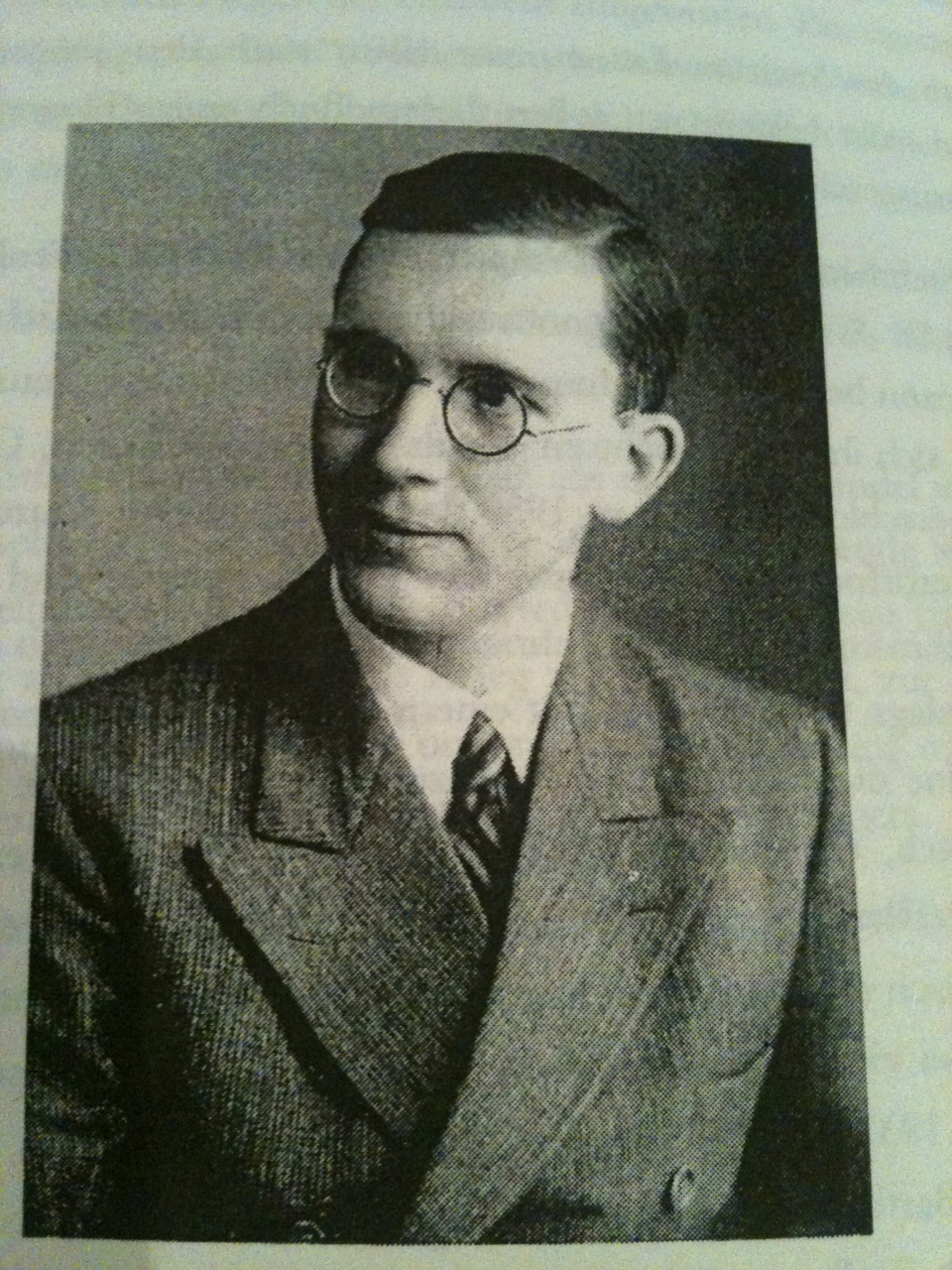
Siegbert Stehmann als Abiturient, 1930

Siegbert Stehmann (* 9. April 1912 in Berlin; † 18. Januar 1945 bei Koralla im Kreis Brzeskow-Mowo) war ein deutscher evangelischer Pfarrer und Dichter.

## Leben

### Kindheit und Jugend
Siegbert Stehmann war Sohn des Studienrats Wilhelm Stehmann und dessen Frau Elfriede geborene Bahlow. Er wuchs in Berlin auf und legte 1930 am Gymnasium zum Grauen Kloster das Abitur ab.

### Theologische und kirchliche Ausbildung

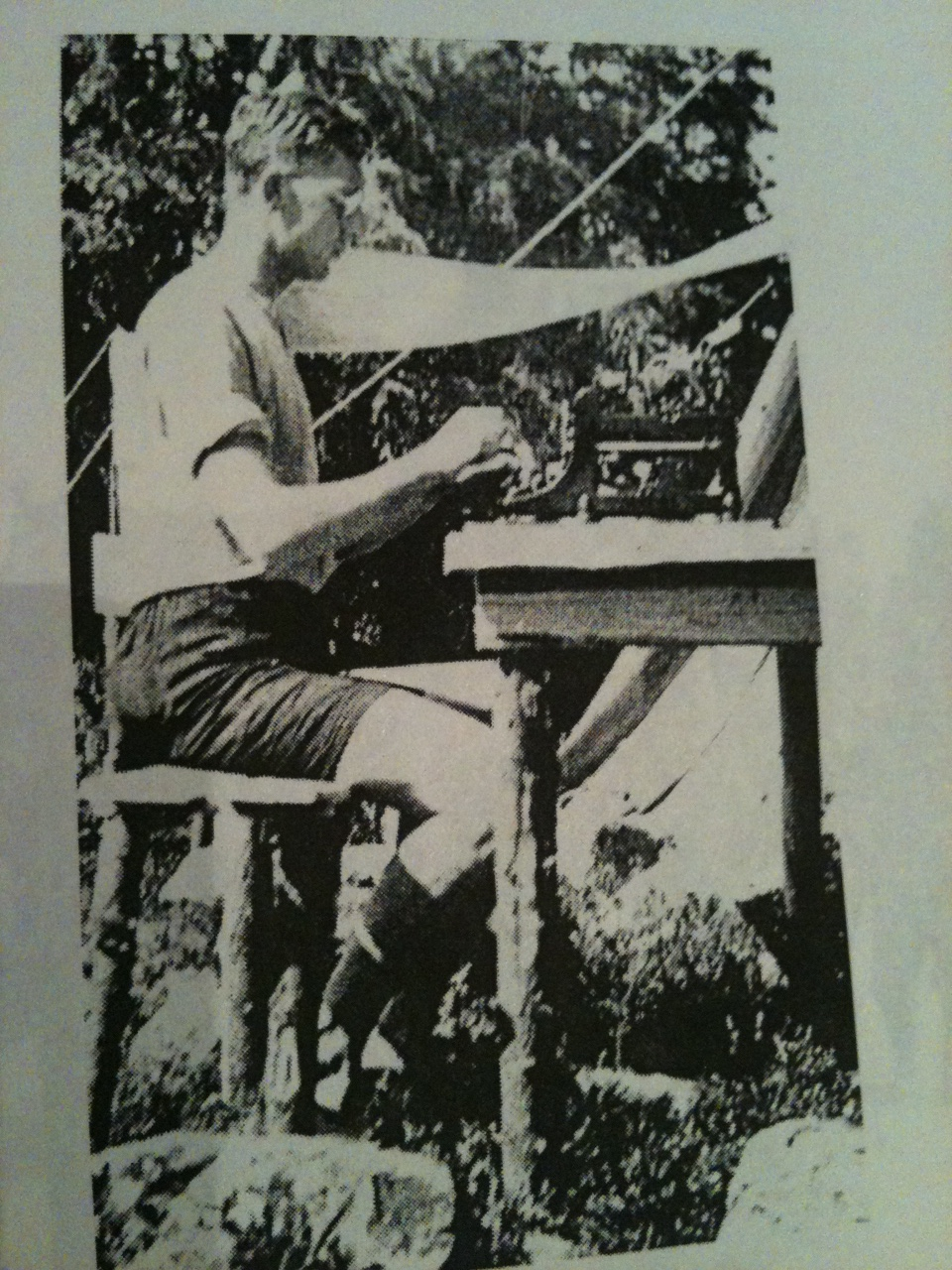
Stehmann bei schriftstellerischer Arbeit, ohne Jahresangabe

Er studierte ab 1930 Theologie in Berlin und Tübingen und wurde Mitglied des Berliner Wingolf.  1933 schloss er sich  der Bekennenden Kirche  an. Es gehört zu den Eigentümlichkeiten seiner Biografie, dass er ungeachtet seiner scharfen Ablehnung der Deutschen Christen Mitglied der SA blieb. Am 26. April 1935 kam es bei einer Veranstaltung der Deutschen Glaubensbewegung im Berliner Sportpalast zu tumultartigen Ausschreitungen zwischen Mitgliedern der SS und einer Gruppe anwesender Christen, zu denen auch Stehmann gehörte. Stehmann wurde niedergeschlagen und musste hospitalisiert werden. Am 29. April schrieb Stehmann einen offenen Brief an den Führer der Glaubensbewegung, Graf von Reventlow, in dem er in scharfen Worten die Frage aufwarf, ob Christen im neuen Deutschland des Dritten Reiches noch einen Platz hätten. Dieser Brief warf hohe Wellen und rief die Gestapo auf den Plan, die Stehmann mehrfach zu Verhören vorlud.
In der Folge distanzierte er sich immer stärker vom nationalsozialistischen Staat. Am 27. Mai 1936 legte Stehmann das Erste Theologische Examen bei der Vorläufigen Leitung der Bekennenden Kirche in Berlin-Brandenburg (VLK) ab.
Von August bis September 1937 wurde er aufgrund seiner kirchenpolitischen Unbeugsamkeit inhaftiert.
Im Januar 1937 nahm Stehmann das Vikariat in Templin und in Fehrbellin auf. Er war zeitweise dem Superintendenten Günther Harder zugeteilt.
Im Winterhalbjahr 1937/38 nahm Stehmann an einem Predigerseminar der Bekennenden Kirche in Naumburg am Queis teil, bis dieses von der Gestapo geschlossen wurde.
Am 7. Dezember 1938 absolvierte Stehmann das Zweite Theologische Examen und wurde am 14. Dezember in der Johanneskirche in Berlin-Lichterfelde im Zuge einer Gruppenordination als einziger Ordinand nach lutherischem Ritus ordiniert.
Er arbeitete ab 1939 für den Evangelischen Preßverband für Deutschland, EPD, als theologischer Mitarbeiter und für den zum EPD gehörenden Eckart-Verlag in Berlin-Steglitz Beymestraße 8. Er war Mitglied des Eckart-Kreises, wodurch ihn bald Freundschaften verbanden u. a. mit Kurt Ihlenfeld, Reinhold Schneider, Jochen Klepper und Rudolf Alexander Schröder.
Am 17. Februar 1940 ehelichte Stehmann Elfriede Dalchow. Anfang 1941 gebar seine Frau ein Kind, das aber nur zehn Stunden lebte.
Am 11. Juni 1943 wurde Matthias Stehmann geboren. Elfriede Veit-Stehmann starb am 28. Juli 2012 in Rethen bei Hannover.

### Wehrdienst im Krieg

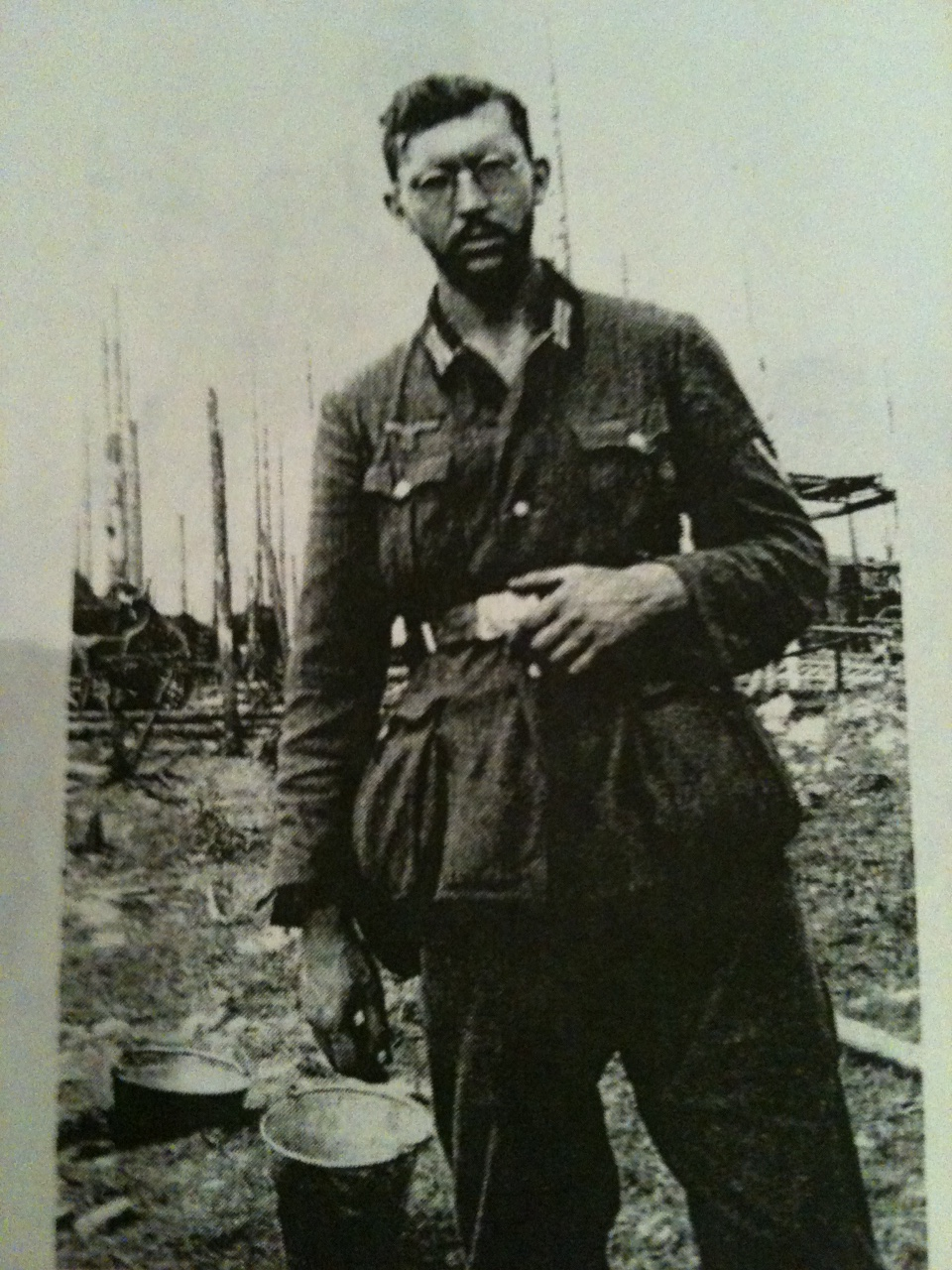
Stehmann als Soldat im Juli 1941 an der finnischen Front nach einem Sturmangriff

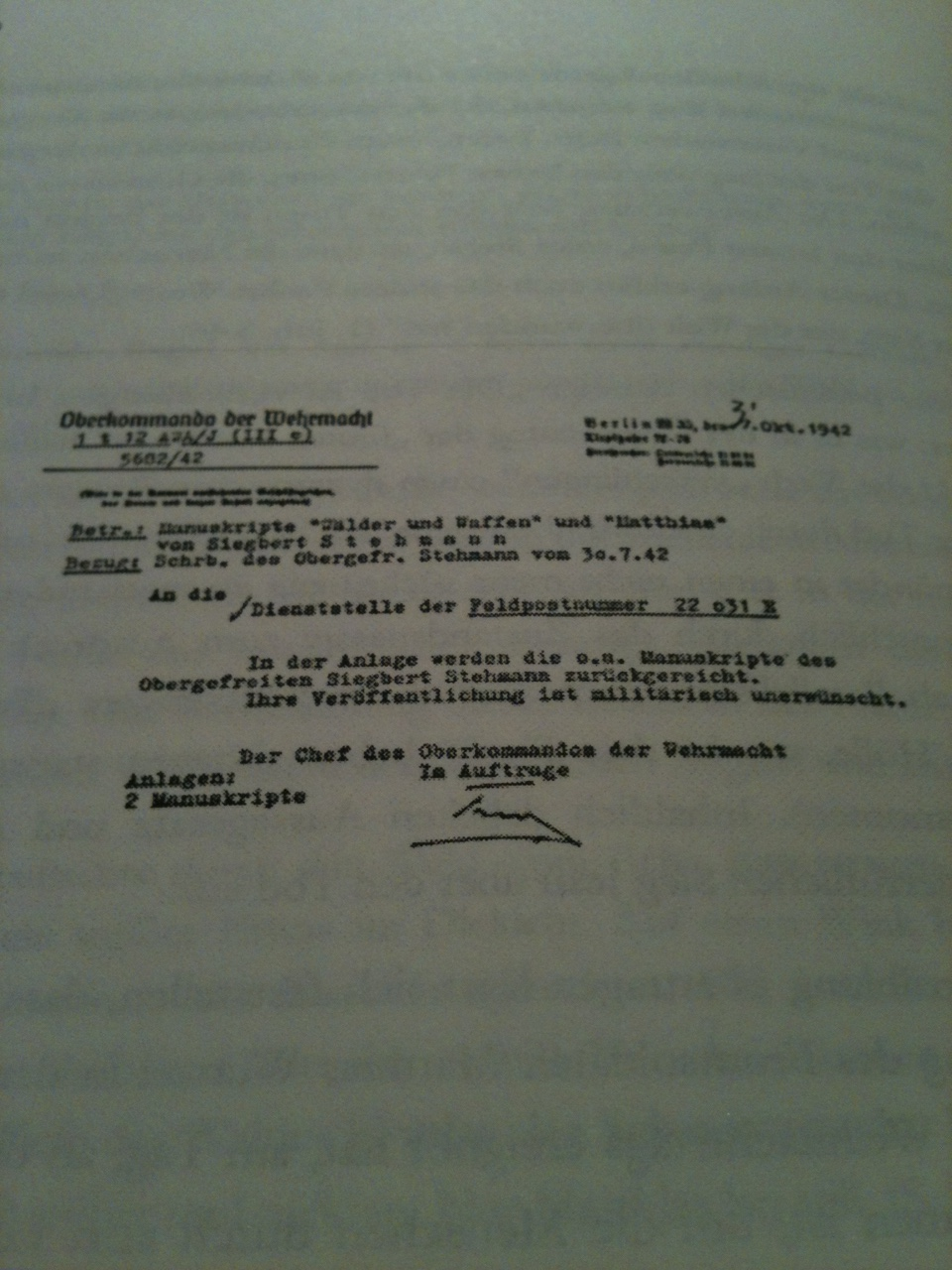
Verbot der Veröffentlichung der Schriften „Matthias“ und „Wälder und Waffen“ durch das Oberkommando der Wehrmacht im Oktober 1942

1940 wurde Stehmann zur Wehrmacht einberufen und nach Norwegen als Besatzungssoldat versetzt. Ab dem Juli 1941 kam er an der finnisch-russischen Front als Infanterist zum Einsatz. Seine Truppe war Generalfeldmarschall Carl Gustaf Emil Mannerheim unterstellt und kämpfte in Ostkarelien. Am 9. November 1942 wurde er verwundet und in ein Lazarett verlegt, von dort im Januar 1943 nach Oslo und später nach Bad Polzin in Hinterpommern.
Im Oktober 1942 wurde vom Oberkommando der Wehrmacht ein von Stehmann im Juli desselben Jahres gestelltes Gesuch zur Veröffentlichung seiner Schriften Matthias und Wälder und Waffen mit der Begründung «militärisch unerwünscht» abschlägig beschieden.
Vom 15. August 1943 bis Frühjahr 1944 nahm er an einer Offiziersausbildung teil. Im Mai 1944 besuchte Stehmann während eines Heimaturlaubs ein letztes Mal Rudolf Alexander Schröder, bevor er am 15. Mai an der Front in Bessarabien zum Einsatz kam, wo er eine erneute Verwundung erlitt. Im Lazarett kam es zu einer Wiederbegegnung mit Helmut Gollwitzer, den Stehmann aus den Tagen der Dahlemer Bekenntnissynode 1934 kannte und mit dem ihn eine lose Freundschaft verband.
1944 wurde er von einem NS-Führungsoffizier wegen „Wehrkraftzersetzung“ denunziert. Das folgende Kriegsgerichtsverfahren wurde zwar eingestellt, aber er wurde zur kämpfenden Truppe versetzt.

### Tod
Er fiel am 18. Januar 1945 bei Koralla im Kreis Brzeskow-Mowo (falsch ist wohl die Angabe Nidden auf der Kurischen Nehrung).

## Rezeption

### Theologie und Literaturwissenschaft
Wissenschaftliche Forschungsarbeiten zu Stehmann stehen noch aus. 2003 legte Marion Heide-Münnich eine Arbeit vor (siehe unter „Literatur“), die literaturtheologisch ausgerichtet ist und vom Konzept dem Fragment gebliebenen Projekt einer Evangelischen Literaturwissenschaft Friso Melzers ähnelt.

## Werke

### Einzelwerke (zu Lebzeiten)
- Hirtenspiel (Gedichte), 1935
- Geistlicher Kreis (Gedichte), 1937
- Lied und Bekenntnis (Beitrag zur Festschrift für Rudolf Alexander Schröder zu dessen 60. Geburtstag), 1937
- Abgesang (Gedicht), in: Eckart 13/1937, S. 464
- Die sieben Sendschreiben (eine geistliche Dichtung, Rudolf Alexander Schröder gewidmet), 1939
- Wache am Mjösa (Gedicht), in: Eckart 16/1940, S. 240
- Feldweihnacht (Gedicht), in: Eckart 16/1940, S. 319
- Das halte fest – Ein Weggeleit aus Gottes Wort. Ausgelegt von Rudolf Alexander Schröder, Jochen Klepper und Siegbert Stehmann, 1940
- Der Pfarrerspiegel (hg. von Siegbert Stehmann), 1940
- Finnland 1941 (Fünf Gedichte), in: Eckart 17/1941, S. 195–196

### Einzelwerke (posthum)
- Bin tief in der Erde... Gen Abend (Gedichte), in: Lob aus der Tiefe. Junge geistliche Dichtung, Göttingen 1947, S. 102–104
- Das Gleichnis, Berlin 1955

### Sammelwerke (posthum)
- Opfer und Wandlung, Witten und Berlin 1951
- Brennende Jahre. Gedichte, Prosa, Tagebücher, 1. Aufl. Witten und Berlin 1964, 2., veränderte Aufl. Bielefeld 1983
- Die Bitternis verschweigen wir. Feldpostbriefe 1940–1945, hg. von Gerhard Sprenger, Hannover 1992